# Ischioscia mineri
Ischioscia mineri är en kräftdjursart som först beskrevs av Van Name 1936.  Ischioscia mineri ingår i släktet Ischioscia och familjen Philosciidae. Inga underarter finns listade i Catalogue of Life.